# Almöbron
Die Almöbron über den Askeröfjord war die größte Brücke eines dreiteiligen Brückenzugs an der Westküste Schwedens. Bei ihrer Fertigstellung 1960 war sie die größte Bogenbrücke Europas und die größte Rohrbogenbrücke der Welt. Am 18. Januar 1980 wurde das Bauwerk durch ein Schiff gerammt und stürzte ein.

## Konstruktion der Almöbron

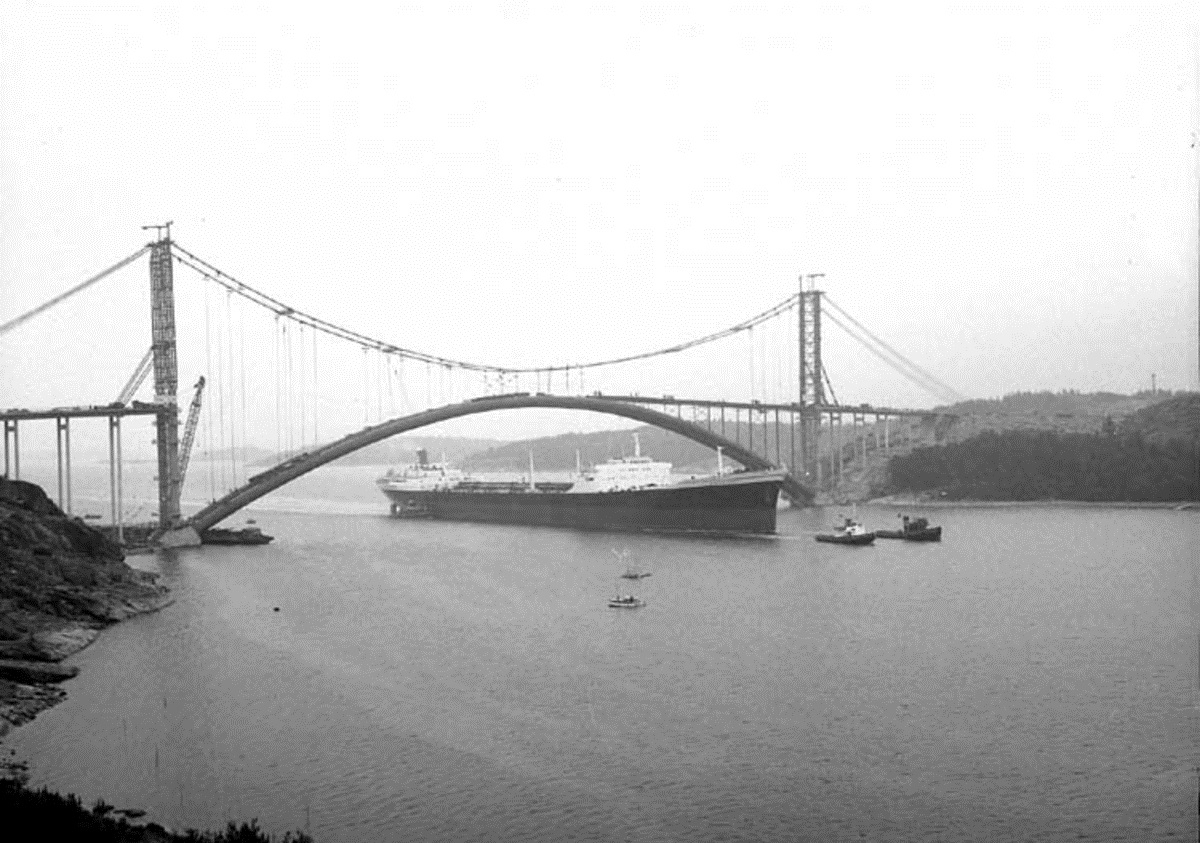
Bauzustand am 15. Oktober 1959

Die Almöbron wurde vom MAN Werk Gustavsburg erbaut und als Rohrbogenbrücke mit oben liegender Fahrbahn ausgeführt. Mit einer Stützweite von 278 Metern übertraf sie in Europa die in Beton ausgeführte Sandöbron von 1943 um 14 Meter.
Beim Entwurf war der deutsche Architekt und Industrie-Designer Klaus Flesche beteiligt. 1964 wurde u. a. die Almöbron als Beispiel seiner Arbeiten auf der documenta III in Kassel in der Abteilung Industrial Design gezeigt.
Stahlrohre als Bauelemente waren im Brückenbau schon lange bekannt. So schon bei der Eads Bridge mit 158 Meter Stützweite, die von 1874 bis 1877 die größte Bogenbrücke der Welt war. Auch die Forth Bridge wurde aus Stahlrohren erstellt. Die, nach einem anderen Prinzip erbaute, Auslegerbrücke hatte seit ihrer Eröffnung 1890 bis 1919 mit 521 Metern die größte Stützweite aller Brücken weltweit.
Als Nachteil der Konstruktion erwies sich bei der Almöbron die geringe Knicksteifigkeit der tragenden Rohrbögen bei seitlich angreifenden Kräften. Das Bauwerk wurde am 15. Juni 1960 eröffnet.
Ihre Stützweite wurde in Europa bereits 1961 durch die englische Silver Jubilee Bridge über den River Mersey übertroffen (330 m). Bei ihrem Einsturz 1980 war die Almöbron noch die viertgrößte Bogenbrücke Europas.
Rohrbogenbrücken werden seit den 1990er Jahren verstärkt in China gebaut. Bei diesen CFST-Brücken werden jedoch die Stahlrohre mit Beton gefüllt. Dies kann ein Ausbeulen oder Knicken der Stahlrohre weitgehend verhindern. Seit 2012 ist die Bosideng-Brücke mit 530 Metern die größte CFST-Brücke der Welt, wird aber als Bogenbrücke durch die Chaotianmen-Yangtse-Brücke mit 552 Metern übertroffen.

## Einsturz 1980

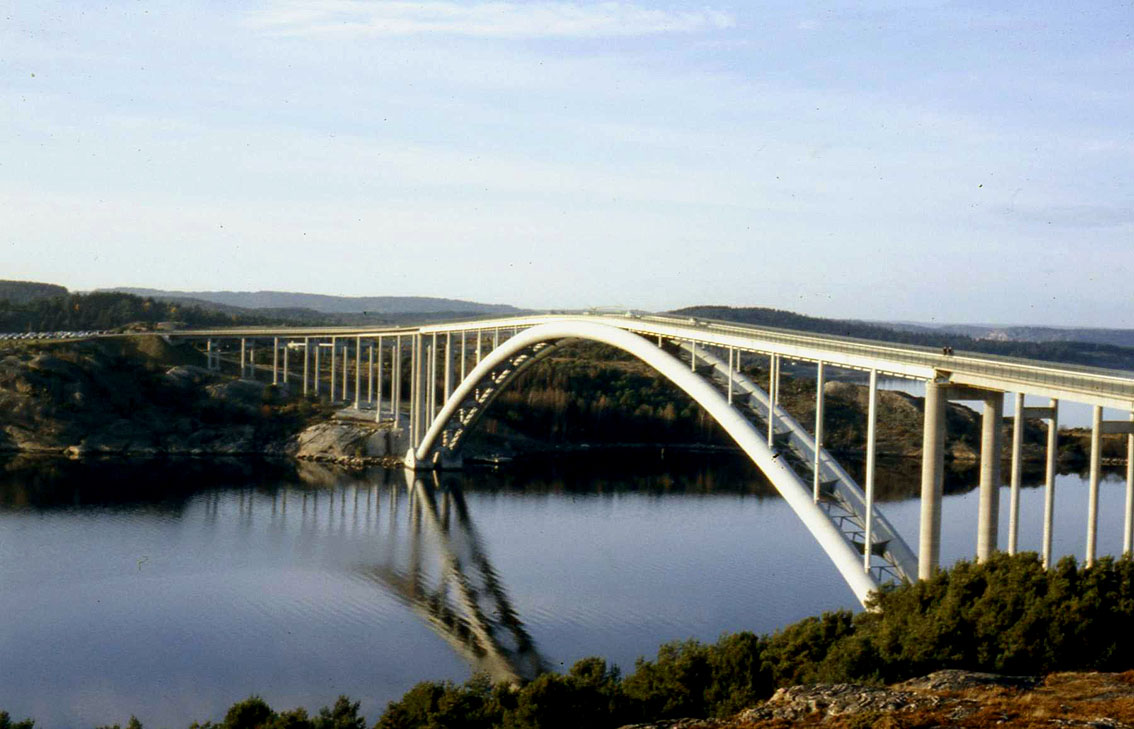
Die Almöbron vor dem Einsturz

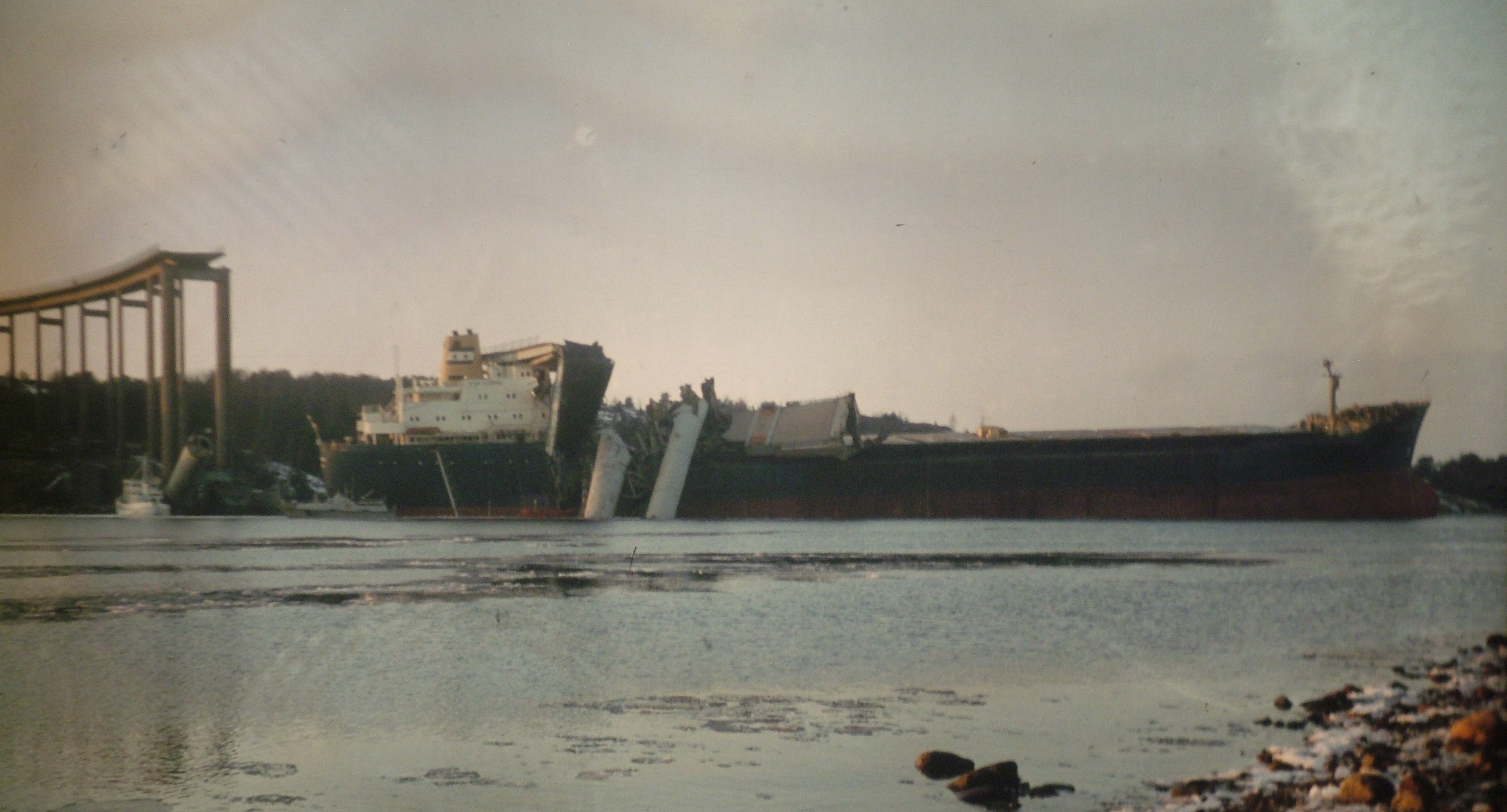
Die Almöbron am 18. Januar 1980

Am 18. Januar 1980 bekam der unbeladene, 172 Meter lange Massengutfrachter Star Clipper im Askeröfjord bei Eisgang Probleme mit der Steuerung und trieb nach Backbord aus der schmalen Fahrrinne. Das Schiff rammte um 1:29 Uhr die tragenden Rohrbögen der Brücke. Diese knickten ein, worauf der 300 Meter lange Mittelteil der Brücke einstürzte und Teile mittschiffs und auf die Kommandobrücke des Frachters fielen. Dabei wurden die Funkanlagen an Bord zerstört.
An Bord des Schiffes waren Strom und Funk ausgefallen. Der Lotse nahm über ein tragbares Funkgerät Kontakt mit der Küstenfunkstation in Göteborg auf. Er meldete „Bron är borta, stoppa trafiken!“ (Die Brücke ist weg, stoppt den Verkehr.) Bis der Polizei das Ausmaß des Schadens klar war, stürzten sechs PKW und ein LKW über die Brückenkanten in die Tiefe. Insgesamt kamen acht Menschen, Insassen der abgestürzten Fahrzeuge, im Wasser ums Leben. Auf dem Frachter wurde niemand verletzt. Obwohl die Besatzung der Star Clipper auch Notraketen abfeuerte, wurde der Verkehr von der Insel Tjörn erst nach 40 Minuten gestoppt. Die Sicht war durch Nebel beeinträchtigt.

### Folgen
Die als Ersatz geplante Tjörnbron entstand direkt neben der eingestürzten Brücke. Als Konsequenz aus dem Brückenunglück wurde beim Neubau der Brücke die Konstruktion einer Schrägseilbrücke gewählt. Die beiden H-Pylone stehen auf den einander gegenüberliegenden Ufern, so dass keine Bauelemente mehr die volle Durchfahrtshöhe über dem Gewässer einschränken. Während der knapp 22 Monate langen Bauzeit der heutigen Brücke wurde die Verbindung zum Festland über Fähren und Umleitungen über Nachbarinseln sichergestellt.
Niemand bekam die Schuld zugewiesen. Die Unfalluntersuchungsstelle fand keine klare Ursache für die Katastrophe.

## Der Brückenzug
Über drei Brücken und einen Tunnel verbindet der Länsväg 160 das Festland bei Stenungsund mit der Insel Tjörn. Die Stenungsöbron führt auf die Insel Stenungsön, die direkt hinter dem Stenungsötunnel anschließende Källösundsbron zur kleinen Insel Kallön. Von dieser führte die Almöbron und heute die Tjörnbron über die Halbinsel Almön nach Tjörn.

### Stenungsöbron
Die etwa 400 Meter lange Stenungsöbron (Lage) wurde 1960 eröffnet. An die Brücke schließt sich der 120 Meter lange Stenungsötunnel (Lage) an. Er wurde am 13. September 1957 eröffnet.

### Källösundsbron
Die 300 Meter lange Källösundsbron (Lage) wurde 1960 eröffnet.

### Almöbron|Tjörnbron

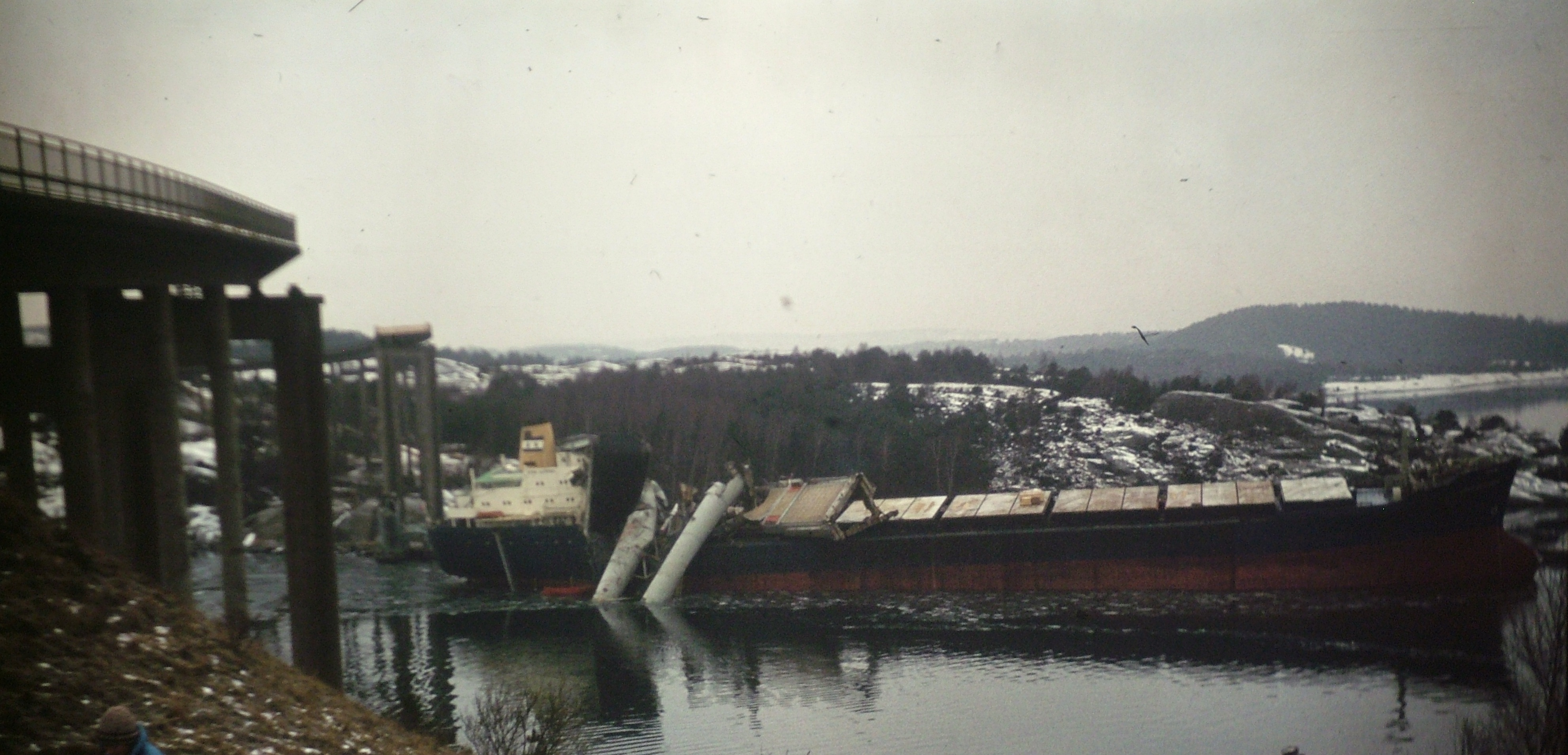
Weitere Aufnahme vom Unglück

Die Tjörnbron (Lage) ersetzt seit dem 9. November 1981 die eingestürzte Almöbron und ist mit 386 Metern Stützweite die drittgrößte Schrägseilbrücke Schwedens. Sie ist 664 Meter lang, 15 Meter breit, hat eine Spannweite von 386 Metern und eine Durchfahrtshöhe für Schiffe von 43 Metern.
Aufnahmen von Brücken und Tunnel

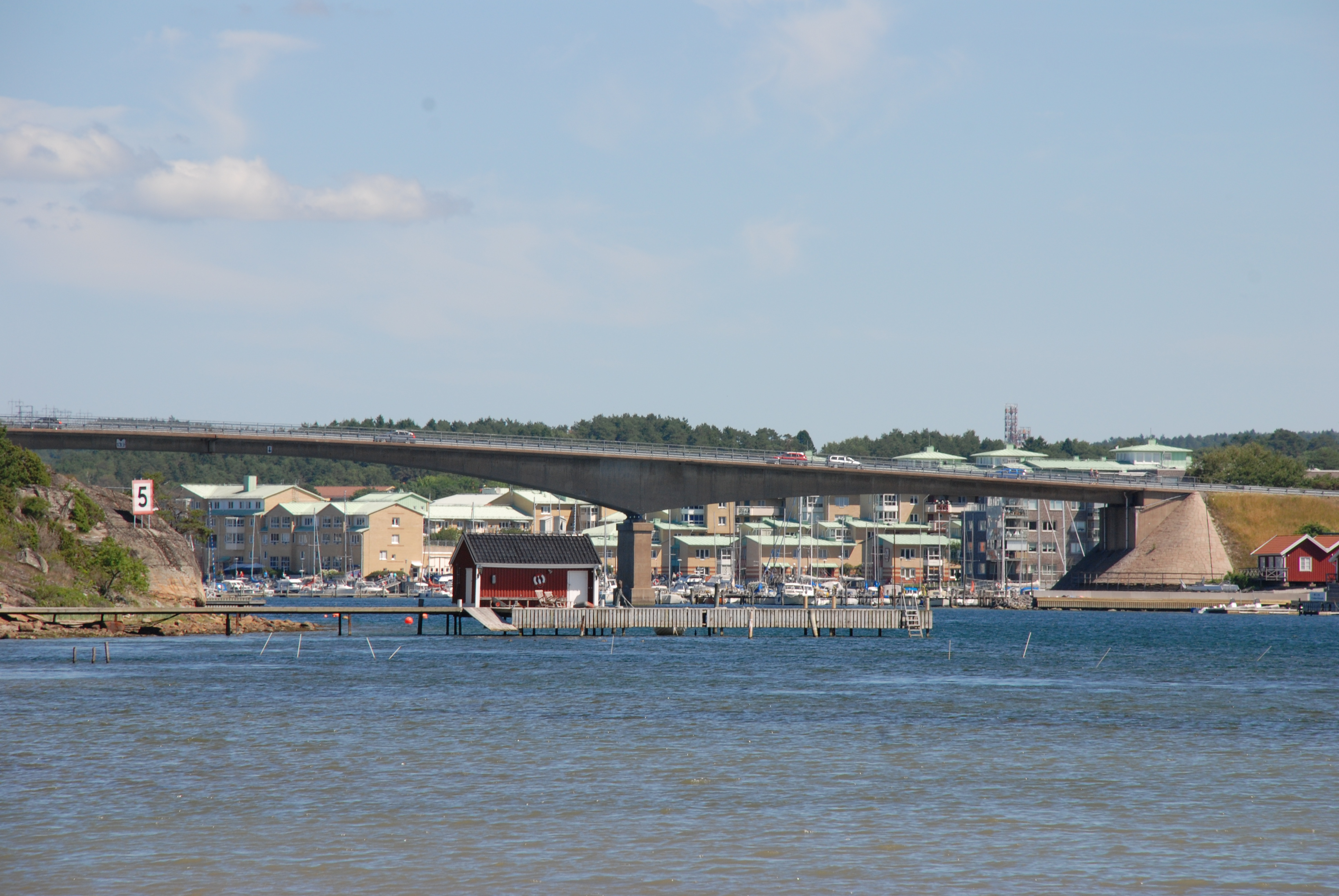
Stenungsöbrücke
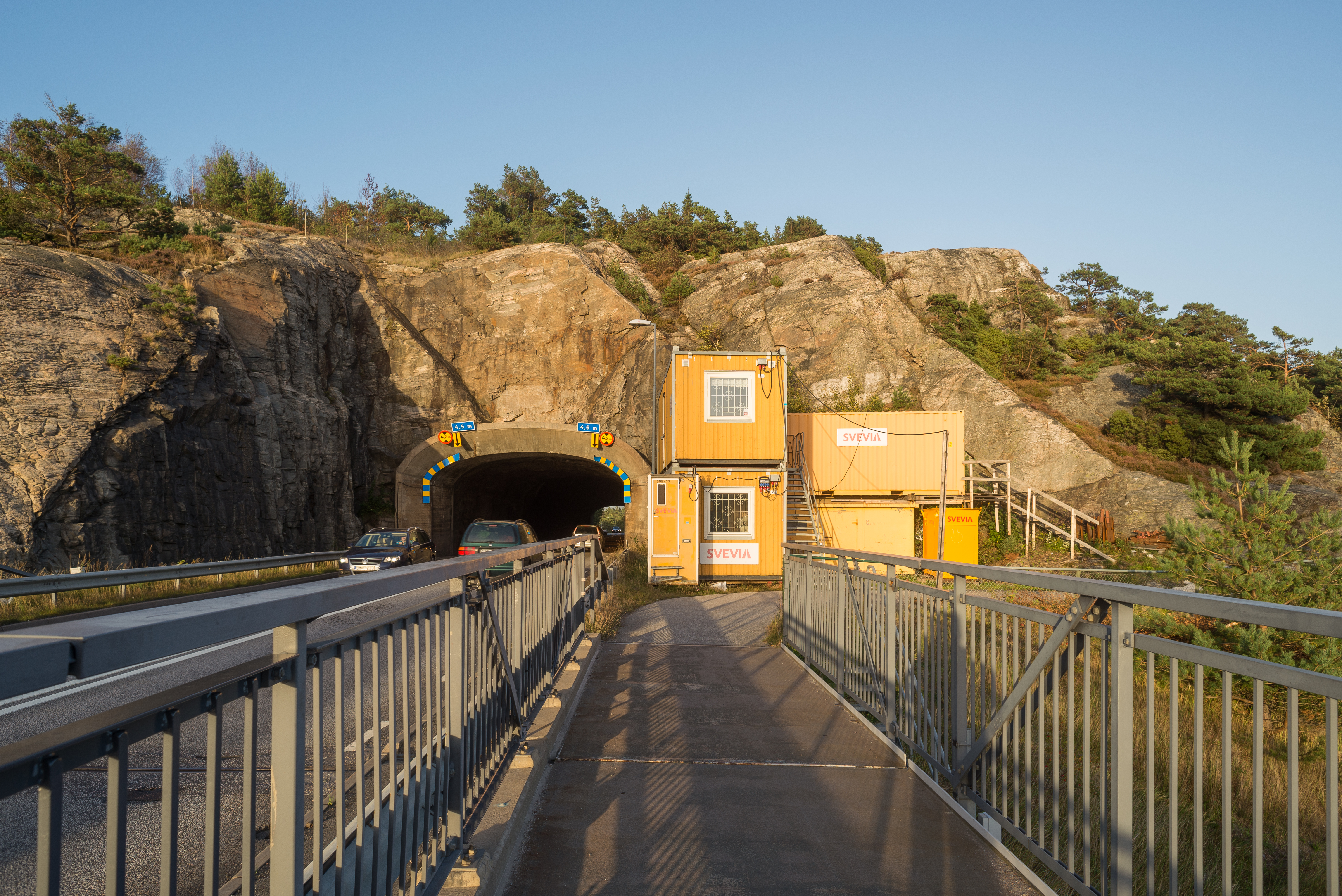
Stenungsötunnel
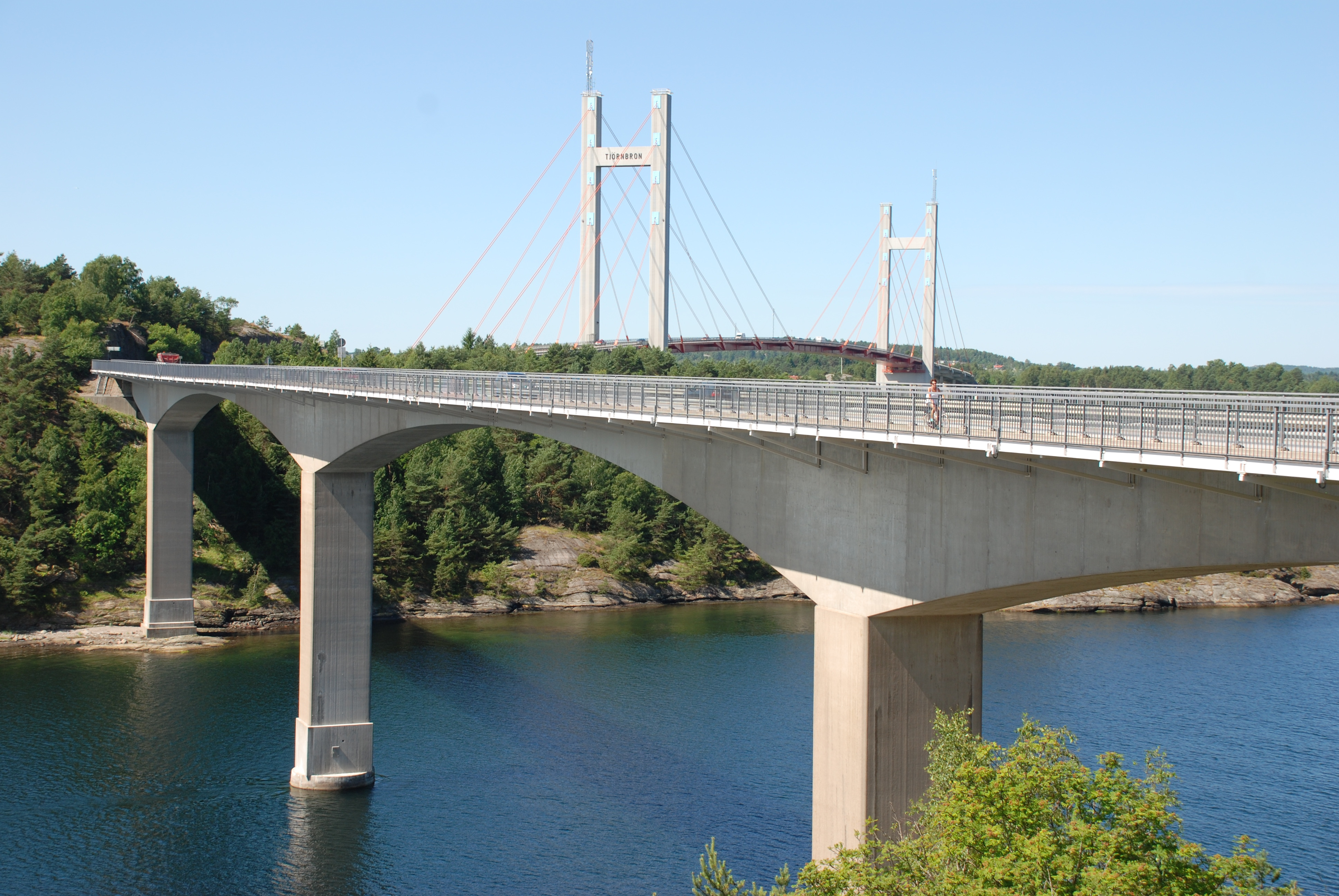
Källösundsbrücke
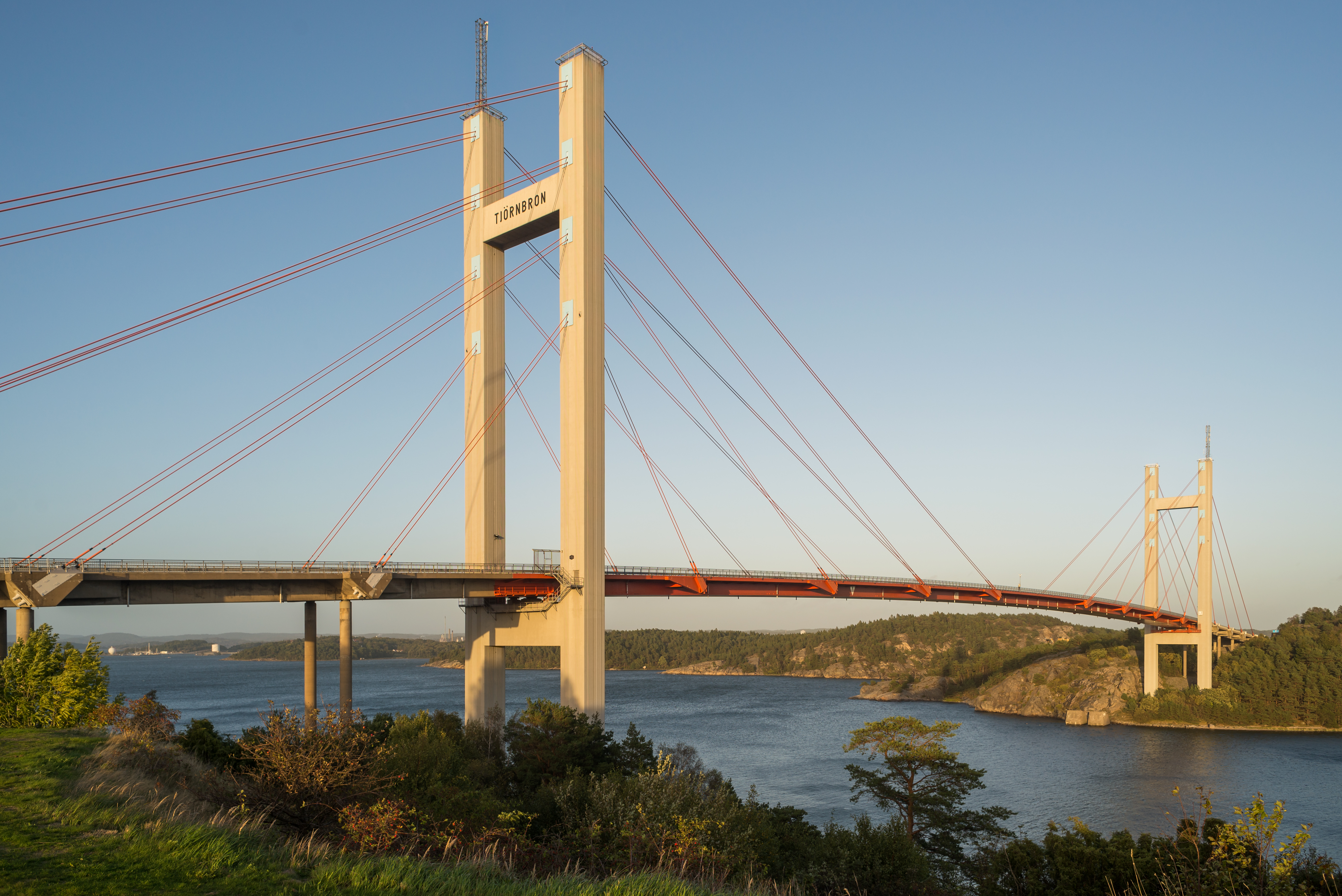
Tjörnbrücke